# Pyronia bathseba
Pyronia bathseba é uma espécie de insetos lepidópteros, mais especificamente de borboletas pertencente à família Nymphalidae.
A autoridade científica da espécie é Johan Christian Fabricius, tendo sido descrita no ano de 1793.
Trata-se de uma espécie presente no território português.

## Descrição

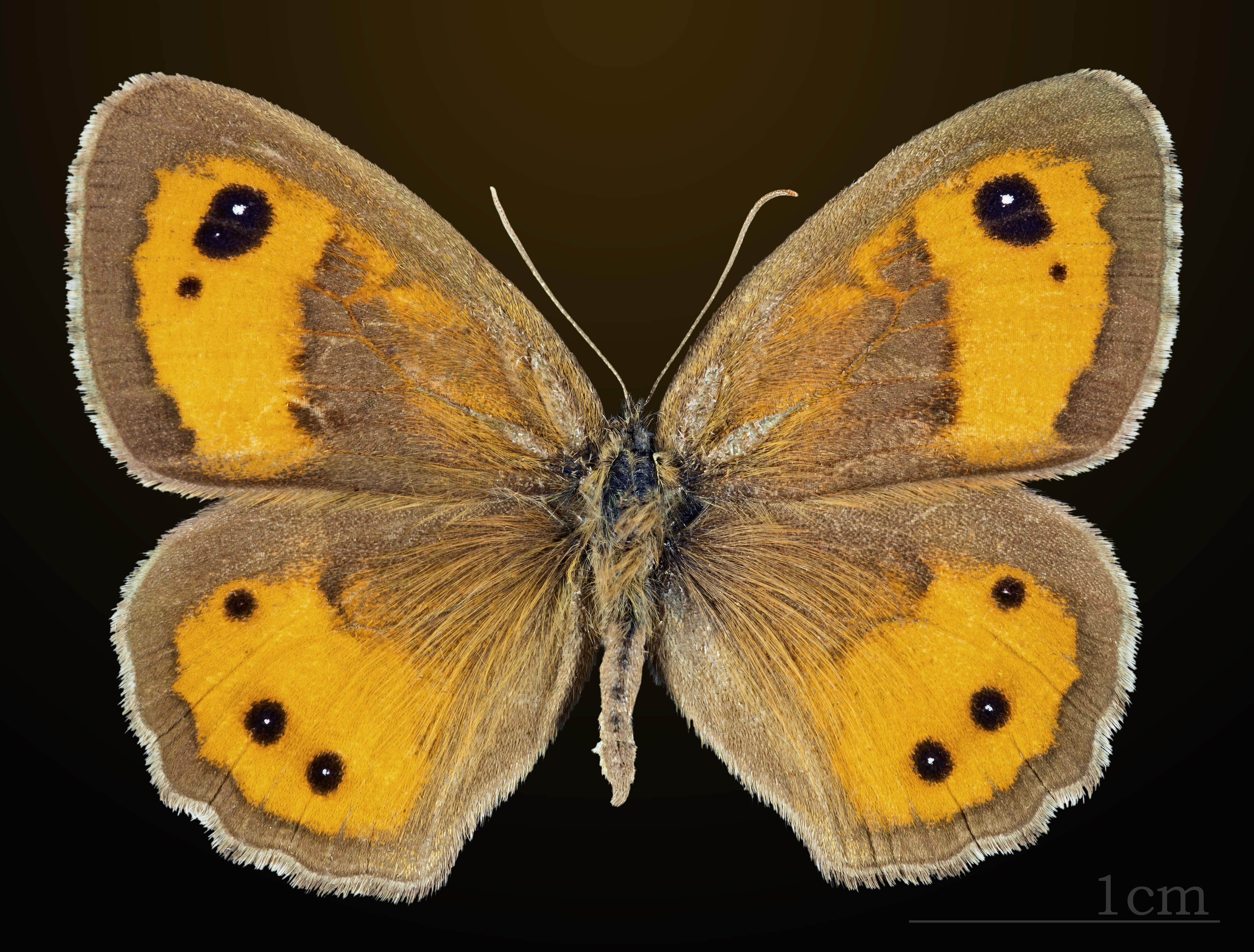
Pyronia bathseba ♂
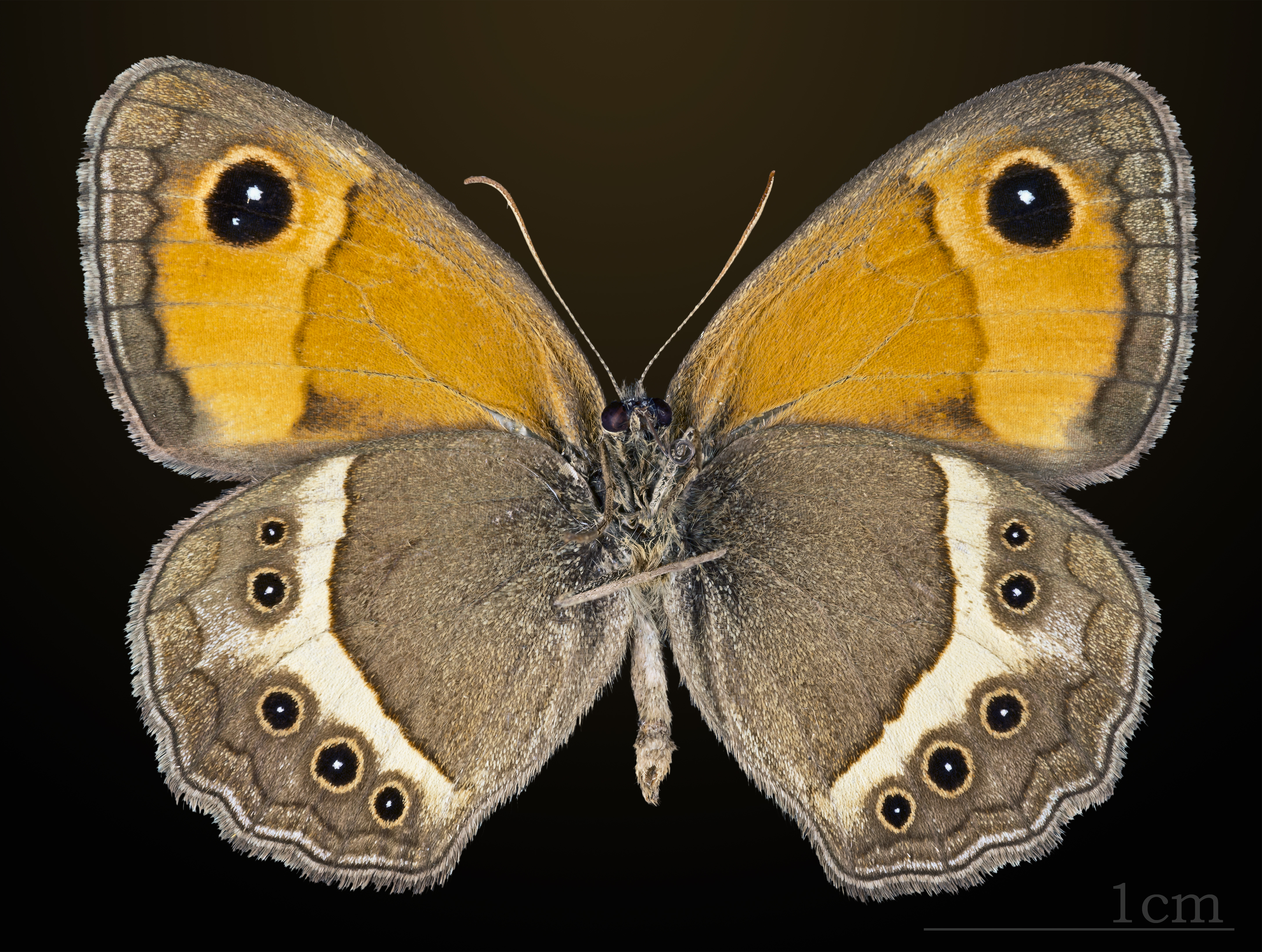
Pyronia bathseba ♂ △
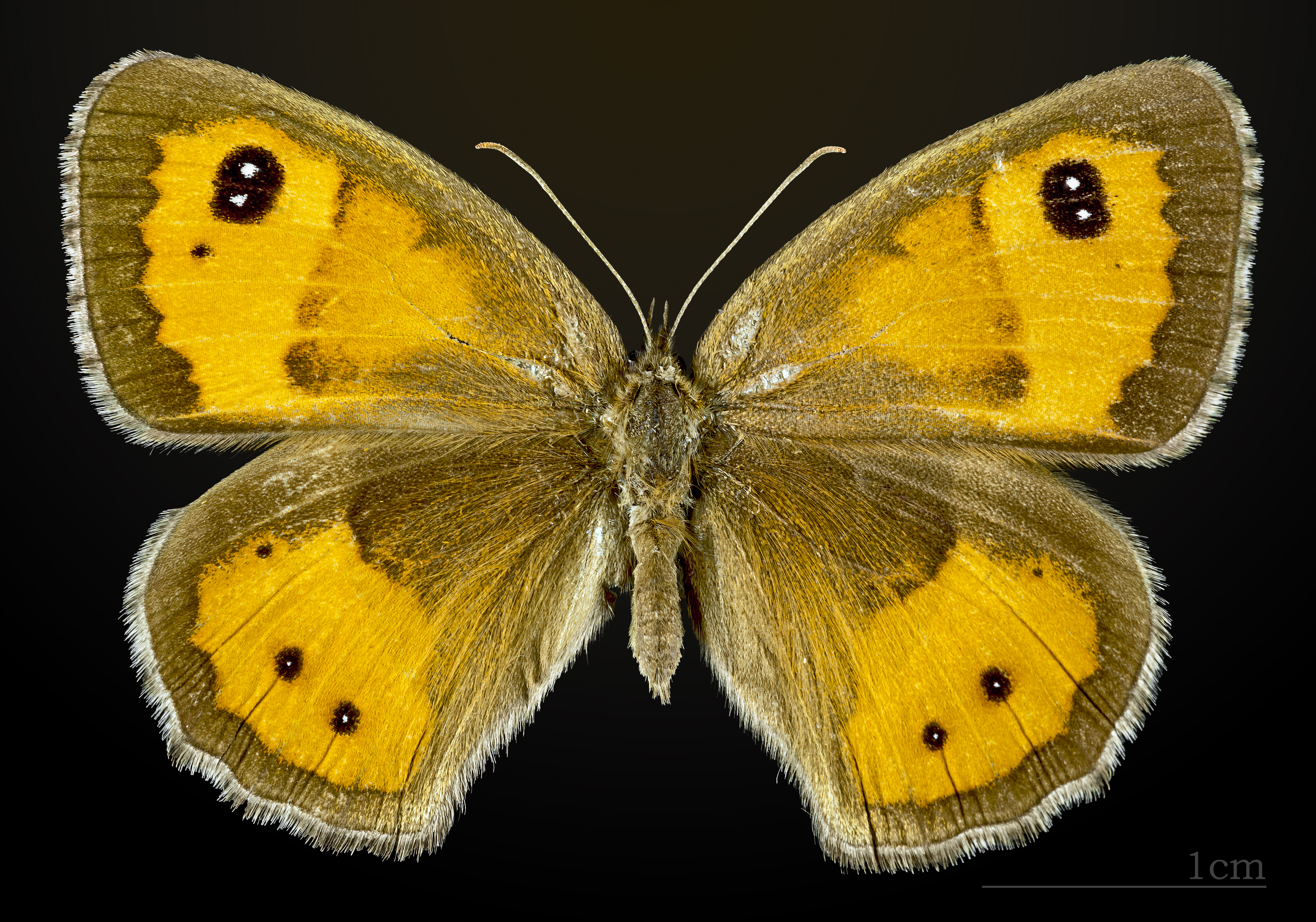
Pyronia bathseba ♀
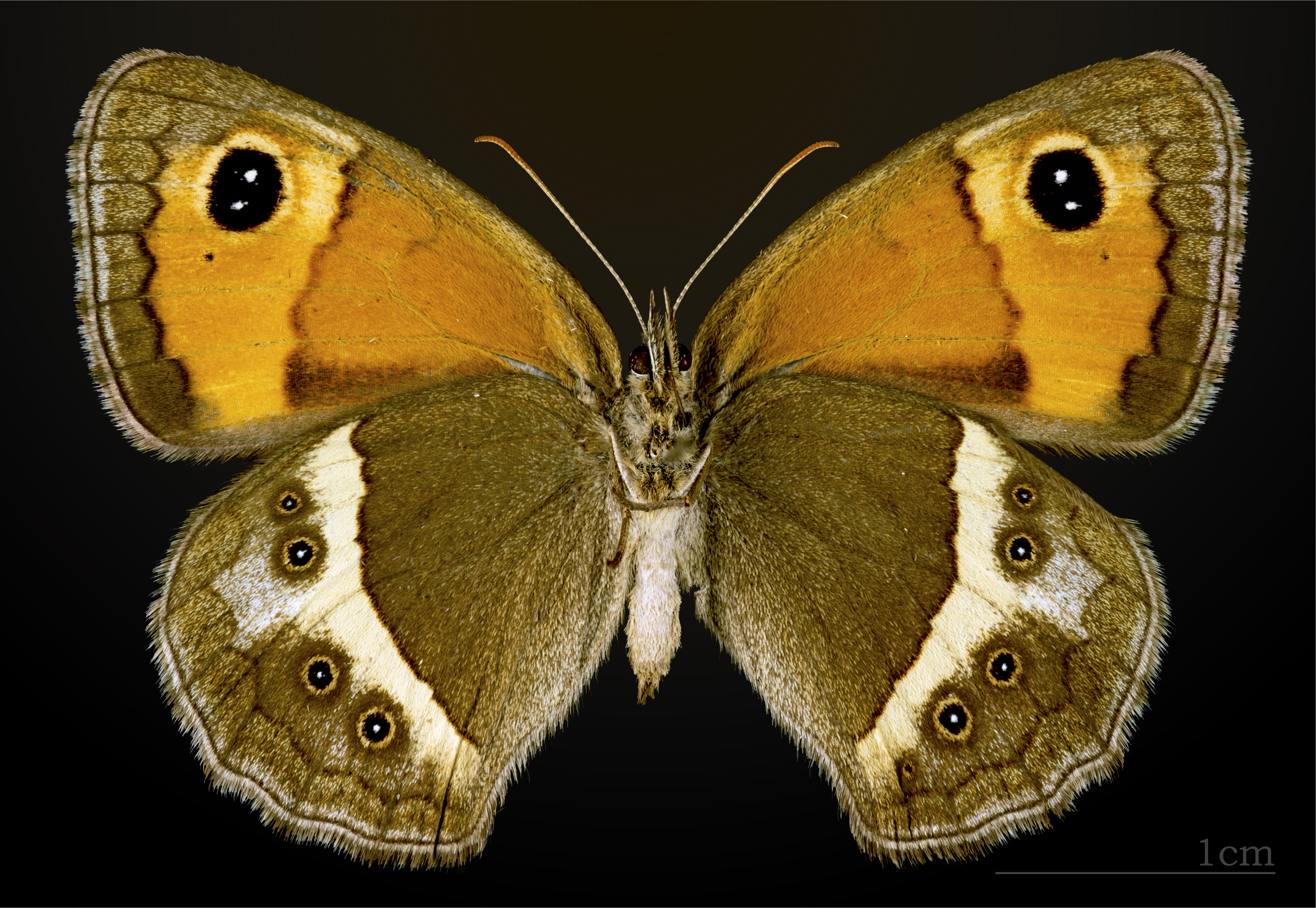
Pyronia bathseba ♀ △